# Khumbu (ledopád)

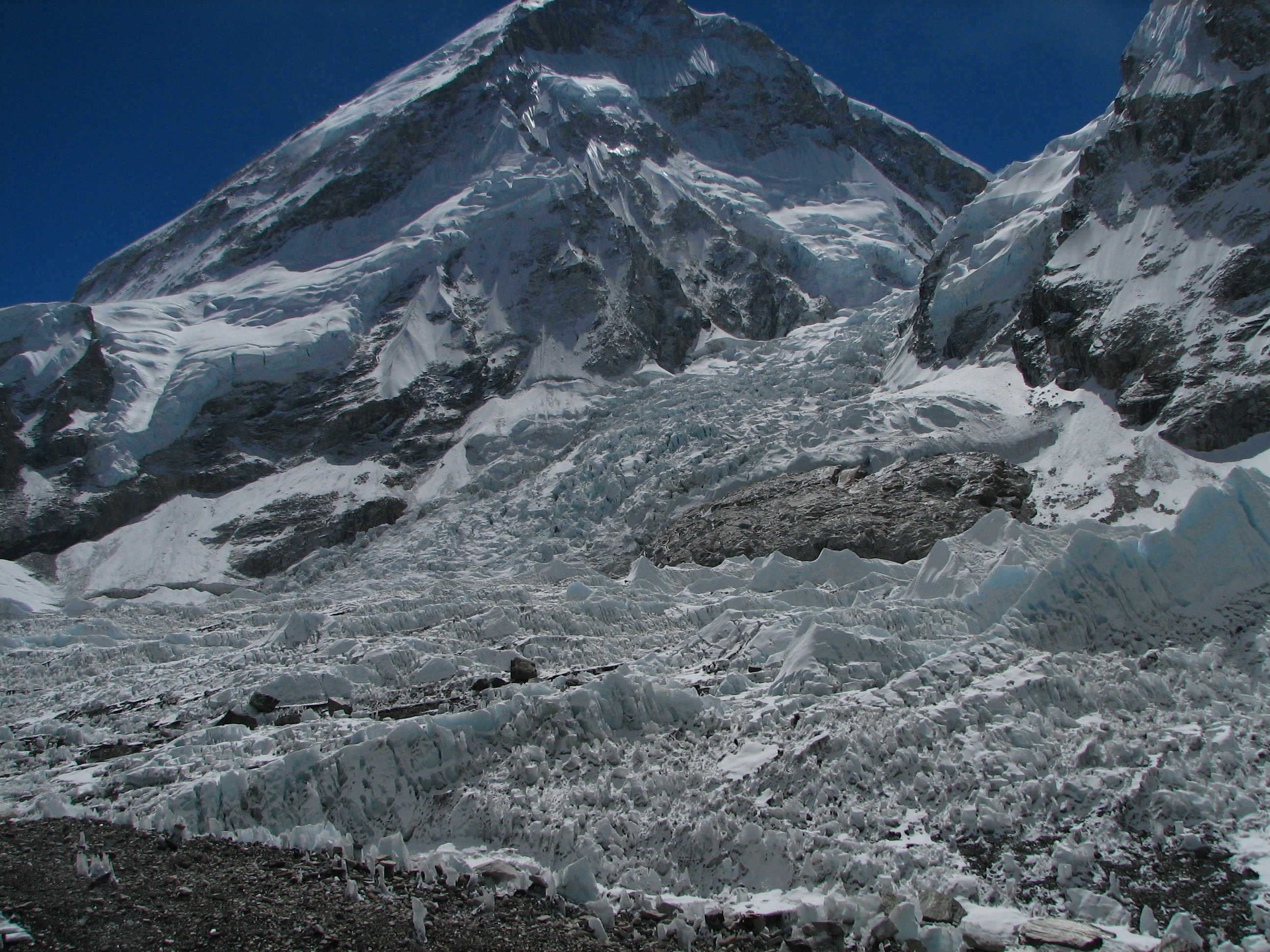
Ledopád ze základního tábora

Khumbu je ledopád na čele ledovce Khumbu v dolní části údolí Západní Cwm. Ledopád se nachází ve výšce 5486 m n. m. na nepálské straně Mount Everestu nedaleko základního tábora a jihozápadně od vrcholku. Odhaduje se, že se ledovec Khumbu v místě ledopádu pohybuje rychlostí 0,9 až 1,2 m za den.
V ledopádu se nacházejí ledové pilíře a seraky, o nichž je známo, že se náhle hroutí. Trhliny se při tom náhle otevírají a čas od času padají ledopádem obrovské bloky ledu. Jejich velikost kolísá od automobilu až po velký dům.

## Průchod
Vzhledem k tomu, že se ledové struktury neustále mění, je průchod ledopádem považován za jednu z nejnebezpečnějších fází klasické jižní cesty na vrchol Everestu. Dobře aklimatizovaní horolezci mohou prostoupit ledopádem jen za pár hodin, zatímco horolezcům bez aklimatizace nebo bez zkušeností z ledopádů může cesta trvat deset až dvanáct hodin. Většina lezců se snaží přejít ledopád velmi brzy ráno před východem slunce, kdy je částečně zmrzlý z noci a je méně náchylný k pohybu. Protože intenzivní sluneční světlo ohřívá okolí, tření mezi skálou a ledem se snižuje a zvyšuje se pravděpodobnost vzniku trhlin nebo odtržení seraků. Nejnebezpečnější čas k překonání ledopádu Khumbu je obecně mezi polednem a pozdním odpolednem. První výškový tábor klasické jižní cesty bývá obvykle nad horní části ledopádu.

## Nehody
Přes ledopád Khumbu se před začátkem turistické sezony natahuji fixní lana a žebříkové přechody, které ovšem nemohou zabránit ztrátám na životech. Zjevným trhlinám se lze snadno vyhnout, ale trhliny mohou být skryty pod nebezpečnými sněhovými mosty, které se mohou pod neopatrnými horolezci prolomit. V této oblasti zemřelo mnoho lidí jako například 16 Nepálců, kteří byli 18. dubna 2014 zabiti lavinou v době, kdy zabezpečovali cestu přes ledopád pro jarní horolezeckou sezónu.
Oběti, jejichž těla nebyla objevena, jsou údajně občas nalézány u čela ledovce mnoho let po tragické události, což je způsobeno neustálým stékáním ledu a pozdějším odtáváním. V těchto případech jsou dodatečně pohřbívány.